# Миколаївський окружний адміністративний суд
Миколаївський окружний адміністративний суд — місцевий спеціалізований адміністративний суд першої інстанції, розташований у місті Миколаєві, юрисдикція якого поширюється на Миколаївську область.

## Компетенція
Місцевий адміністративний суд при здійсненні судочинства керується Кодексом адміністративного судочинства України. Він розглядає адміністративні справи, тобто публічно-правові спори, у яких хоча б однією зі сторін є орган виконавчої влади, орган місцевого самоврядування, їхня посадова чи службова особа або інший суб'єкт, який здійснює владні управлінські функції. Іншою стороною є приватний елемент (громадянин, юридична особа приватного права тощо).
До числа адміністративних справ належать, зокрема, спори фізичних чи юридичних осіб із суб'єктом владних повноважень щодо оскарження його рішень (нормативно-правових актів чи правових актів індивідуальної дії), дій чи бездіяльності; з приводу прийняття громадян на публічну службу, її проходження, звільнення з публічної служби; щодо виборчого процесу тощо. В окремих випадках адміністративний суд розглядає справи за зверненням суб'єкта владних повноважень.
Адміністративний суд розглядає справу, як правило, за місцезнаходженням відповідача, тобто якщо офіційна адреса відповідача зареєстрована на території юрисдикції цього суду.

## Структура
Суд очолює його голова, який має заступника. Правосуддя здійснюють 12 суддів, розділених на чотири постійні колегії.
Організаційне забезпечення діяльності суду здійснює апарат, очолюваний керівником апарату, який має двох заступників. Штатна чисельність апарату 61 од.
До патронатної служби входять помічники суддів. Секретарі судового засідання безпосередньо підпорядковані керівнику апарату та судді, з яким працюють відповідно до внутрішнього розподілу обов'язків.
Відділи:
- забезпечення судового процесу аналітично-статистичної роботи
- управління персоналом
- фінансової діяльності та господарського забезпечення
- документального забезпечення (канцелярія)[1][2].

## Керівництво
Голова суду — Брагар Віталій Станіславович
 Заступник голови суду — Біоносенко Володимир Вікторович
 Керівник апарату — Недбай Анна Василівна.